# Ezequiel Montes
Ezequiel Montes är en kommunhuvudort i Mexiko.   Den ligger i kommunen Ezequiel Montes och delstaten Querétaro Arteaga, i den centrala delen av landet, 160 km nordväst om huvudstaden Mexico City. Ezequiel Montes ligger 1 975 meter över havet och antalet invånare är 12 443.
Terrängen runt Ezequiel Montes är platt åt sydväst, men åt nordost är den kuperad. Runt Ezequiel Montes är det ganska tätbefolkat, med 83 invånare per kvadratkilometer. Närmaste större samhälle är Tequisquiapan, 15,8 km söder om Ezequiel Montes. Trakten runt Ezequiel Montes består till största delen av jordbruksmark.